# Estación de ferrocarril de Bakú
La Estación de Bakú (en azerí: Bakı Dəmiryol Stansiyası), anteriormente conocida como Bakú-I, es la principal estación de ferrocarril de Bakú, capital de Azerbaiyán. La estación fue construida en 1880 con la construcción de la línea ferroviaria Bakú-Sabunçu-Surakhani y estaba destinada al transporte de pasajeros. El primer edificio de la estación (llamado Tbilisi) fue construido en la inauguración del ferrocarril Bakú-Tbilisi, la segunda (Sabunçu) para la construcción de la vía férrea electrificada Bakú-Sabunçu-Surakhani.
Está conectado con la estación de metro adyacente 28 May del Metro de Bakú por un túnel peatonal. También es la terminal del Ferrocarril Suburbano Circular de Bakú.

## Servicios
| N.º tren | Dirección      | N.º tren | Dirección      |
| -------- | -------------- | -------- | -------------- |
| 37       | Bakú — Tbilisi | 38       | Tbilisi — Bakú |
| 55       | Bakú — Moscú   | 56       | Moscú — Bakú   |
| 95       | Bakú — Moscú   | 96       | Moscú — Bakú   |
| 369      | Bakú — Járkov  | 370      | Járkov — Bakú  |
| 373      | Bakú — Tiumén  | 374      | Tiumén — Bakú  |
| 391      | Bakú — Rostov  | 392      | Rostov — Bakú  |